# Sigibert III
Sigibert III (född cirka 630, död 656) frankisk merovingisk kung av Austrasien 639–656. Han var son till Dagobert I och far till Dagobert II.
Sigiberts far gjorde sin minderårige son till kung av Akvitanien 632 som en politisk eftergift till Pippin av Landen, maior domus i Austrasien, som därmed erhöll den verkliga makten även om Austrasien nominellt fortsatte att utgöra en del av frankerriket. Vid Dagobert I:s död 639 gick Sigibert miste om sina anspråk på Neustrien. 640 genomförde Sigibert ett misslyckat försök att underkuva Thüringen.
Det var under Sigibert som de frankiska maior domus slutgiltigt övertog makten i Austrasien från de merovingiska kungarna.
Grimoald I, son till Pippin av Landen, lyckas övertyga Sigibert att adoptera hans son Childebert. När Sigibert till slut fick en egen son, Dagobert II, lät Grimoald skicka den unge Dagobert i exil på Irland.